# Chiesa dei Santi Pietro e Paolo (Ferrara)
La chiesa dei Santi Pietro e Paolo, anche detta chiesa dei Mendicanti, si trova in via Cosmé Tura, all'angolo con via Benvenuto Tisi da Garofalo, a Ferrara, e risale al XVI secolo.

## Storia
Un primo ospedale dedicato ai mendicanti fu costruito a Ferrara attorno al 1307, e ottenne l'approvazione sia delle autorità civili sia di quelle religiose. Quando gli Este acquisirono il pieno potere sulla città lo sostennero, e nella seconda metà del XVI secolo fu in particolare Lucrezia d'Este, a dedicargli le sue attenzioni.
La chiesa annessa all'ospedale, con dedicazione ai santi Pietro e Paolo, venne edificata nel periodo compreso tra il 1563 e il 1566.
Dopo la devoluzione di Ferrara del 1598 furono i cardinali legati ad assumere il controllo della struttura. Papa Paolo V nel 1620 concesse alcuni privilegi per il sostentamento della comunità e dell'ospedale che accoglieva i poveri. Con le soppressioni napoleoniche, che seguirono l'arrivo delle truppe di occupazione francesi alla fine del XVIII secolo, per la comunità iniziarono le difficoltà.
L'assistenza intesa come opera di carità cristiana diventa una cura affidata all'autorità civile statale e, in contemporanea, molte delle proprietà sino allora a disposizione degli ordini religiosi vennero requisite.
Venne chiusa definitivamente nel 1974.